# Reinhold Maier
Pour les articles homonymes, voir Maier.
Reinhold Otto Maier, né le 16 octobre 1889 à Schorndorf et décédé le 19 août 1971 à Stuttgart, est un homme politique allemand.
Après avoir été membre du Parti démocrate allemand (DDP) sous la République de Weimar, il participe à la fondation du Parti populaire démocrate (DVP) en 1945 et devient deux ans plus tard ministre-président du Land de Wurtemberg-Bade. Il rejoint le Parti libéral-démocrate (FDP) en 1948 puis est investi ministre-président du nouveau Land de Bade-Wurtemberg lors de sa création en 1952. Il démissionne en 1953, restant le seul libéral à avoir dirigé un gouvernement en Allemagne de l'Ouest. En 1957, il est porté à la présidence fédérale du FDP, à laquelle il renonce au bout de trois ans.

## Éléments personnels

### Formation et carrière
Après avoir passé son Abitur à Stuttgart en 1907, il étudie le droit à l'université de Grenoble puis à l'université Eberhard Karl de Tübingen. Il accomplit ensuite sa période de stage et obtient un doctorat en droit à l'université de Heidelberg. Il sert comme soldat de la Reichswehr au cours de la Première Guerre mondiale et s'installe en 1920 à Stuttgart pour y exercer la profession d'avocat.

### Vie privée
Sous le Troisième Reich, son épouse Gerta Goldschmit s'enfuit en Angleterre avec leurs deux enfants. Sans doute sous pression du régime hitlérien, il demande le divorce, mais se remarie avec elle en 1946. Il est par ailleurs intronisé chez les francs-maçons en 1924.

## Parcours politique

### Sous Weimar et après-guerre
Il adhère au Parti démocrate allemand (DDP) en 1918, dont il prend la présidence de la section de Stuttgart huit ans plus tard. Nommé ministre de l'Économie du Land de Wurtemberg en 1930, il est élu deux ans plus tard député au parlement de l'État populaire libre de Wurtemberg (de) et au Reichstag. Il vote en 1933 en faveur de la loi des pleins pouvoirs à Hitler, perdant peu après son mandat parlementaire tandis que son parti était forcé à la dissolution.
Douze ans plus tard, il participe à la fondation du Parti populaire démocrate (DVP), qui fusionne avec le Parti libéral-démocrate (FDP) en 1948.

### Ministre-président
Reinhold Maier est nommé le 24 septembre 1945 ministre-président du Land de Wurtemberg-Bade et dirige alors une vaste coalition gouvernementale réunissant chrétiens-démocrates (CDU), sociaux-démocrates (SPD), libéraux (DVP) et communistes (KPD). Bien que la CDU s'impose aux élections de 1946, il se maintient au pouvoir en reconduisant son alliance, qui réunit les cent députés du Landtag. Quatre ans plus tard, le SPD se classe en tête du scrutin régional mais il parvient, une fois encore, à être reconduit en constituant une coalition avec les sociaux-démocrates, qui compte alors 55 sièges.
À la suite de la décision de fusionner son Land avec ceux de Bade et de Wurtemberg-Hohenzollern, il est désigné, le 25 avril 1952, comme premier ministre-président du nouveau Land de Bade-Wurtemberg. Il constitue alors une alliance entre le FDP/DVP, le SPD et le Bloc des réfugiés (GB/BHE), rejetant ainsi la CDU dans l'opposition et ce alors qu'elle constitue la première force régionale. Toutefois, les chrétiens-démocrates recueillent la majorité absolue des voix cans le Land aux élections fédérales de 1953, ce qui le conduit à démissionner le 7 octobre.
En sa qualité de chef de gouvernement régional, il a assumé la présidence tournante du Conseil fédéral pendant la période 1952-1953. À ce jour, il reste le seul membre du FDP à avoir dirigé un gouvernement en Allemagne et présidé le Conseil fédéral.

### Parcours fédéral
Élu député fédéral lors du scrutin de 1953, il démissionne du Bundestag en 1956, mais y fait son retour dès 1957. Cette même année, il succède à Thomas Dehler, classé à gauche, à la présidence fédérale du Parti libéral-démocrate (FDP). Il quitte définitivement le Bundestag en 1959, puis renonce à la présidence du parti un an plus tard, devenant président d'honneur jusqu'à sa mort, en 1971.